# Sarra Naumowna Rawitsch
Sarra Naumowna Rawitsch, genannt Olga (russisch Сарра Наумовна Равич; * 1. August 1879 in Wizebsk, Russisches Kaiserreich; † 1957) war eine russische Revolutionärin.

## Leben
Rawitsch lebte ab 1907 im Schweizer Exil. Sie heiratete Grigori Sinowjew, die Ehe wurde jedoch wieder geschieden. 1908 wurde sie in München in Zusammenhang mit dem Überfall auf die Bank von Tiflis, organisiert von Josef Stalin, verhaftet. Ab 1914 war sie Mitarbeiterin Lenins. Mit ihrem Freund Minin war sie für Druck und Vertrieb des Leninschen Zentralorgans „Sozialdemokrat“ verantwortlich. 1917 begleitete sie Lenin auf dessen Rückreise durch Deutschland nach Russland. 1925 gehörte sie der Leningrader Opposition an. 1935 wurde sie aus der KPdSU ausgeschlossen und danach mehrfach verhaftet und in Gulag-Arbeitslagern inhaftiert. 1954 wurde sie, bereits schwer krank, freigelassen.